# シンクレア ZX80
シンクレア ZX80（英: Sinclair ZX80）は、イギリスのシンクレア・リサーチが1980年に発売したホームコンピュータ。イギリスで初めて100UKポンドを切る価格を実現したコンピュータである（実際の価格は99.95ポンド）。組み立てキットとしての発売であり、購入者がはんだ付けして組み立てる必要がある。完成品は若干高い価格で販売された。ZX80はすぐに人気を呼び、キットも完成品も注文から発送まで数ヶ月を要するようになった。

## 概要
設計は Jim Westwood。Z80 マイクロプロセッサを3.25MHzのクロックで駆動し、1KBのSRAMと4KBのROMを備え、Sinclair BASIC、エディタ、オペレーティングシステムをROM上に搭載している。BASICのコマンドはそれぞれの綴りを打ち込む必要はなく、それぞれのキーにコマンドが割り当てられていた。
ディスプレイには家庭用テレビをRF接続し、プログラムの保存にはカセットレコーダーを使用可能である。ZX80のビデオジェネレータは必要最小限のハードウェアにソフトウェアも組み合わせてビデオ信号を生成している。このアイデアは ドン・ランカスター が1978年の著書 "The TV Cheap Video Cookbook"に書いたものであった。その方式を採用したため、ZX80は何もしていない状態のとき（つまり、キー押下を待っている状態のとき）しかディスプレイに表示できない。BASICプログラムを実行している最中や、ユーザーがキーを押下している最中は、ディスプレイは真っ暗になる。このため、グラフィックスを動かそうとすると、描画と描画の間に入力待ちをはさむ必要があり、実現が難しい。後継のシンクレア ZX81 では、低速モードと呼ばれる定期的にディスプレイ描画を行うモードを追加することでこれを改善した（他に高速モードがあり、ディスプレイに何も表示せずに計算を行う）。
ZX80 のアップグレード用に ZX81 の 8KB ROM が ZX81 そのものの約20%の価格で提供されていた。これにはオーバーレイシートとZX81のマニュアルが付属する。ZX80のカバーを取り外しROMを交換しオーバーレイシートを装着すると、ほぼ ZX81 と同等になるが、低速モードはROM以外のハードウェアに依存しているため、実現できない。元に戻すのも同様に簡単にできる。
ZX80 にはRAM拡張パックもあった。当初は1KB、2KB、3KBのSRAMを搭載したRAMパックだったが、後に16KBのDRAMを搭載したものも登場した。ディスプレイはモノクロであり、カラー化するような拡張は提供されなかった。
筐体は白いプラスチックのケースであり、メンブレンキーボードが本体前面に一体化していた。その特徴的形状は工業デザイナー Rick Dickinson の設計によるものである。耐久性、信頼性、発熱に問題があった。大きさはペーパーバック本を2冊並べた程度である。技術的に優れていたとは言えないが、ZX80 はイギリスとニュージーランドのホームコンピュータ市場を拓く牽引役を担った。その後、シンクレア ZX81 や ZX Spectrum といったシンクレアの後継マシンが続いた。
ZX80 の販売台数は約5万台であり、当時としては極めて大きな数である。これによってイギリスでのホームコンピュータ保有率が世界的にも高くなった。設計が洗練されておらず、発熱の問題もあって、現在もよい状態で残っているマシンは珍しい。そのため、コレクターの間では高価で取引されている。

## 内部詳細
ZX80 は既製のTTLチップを使うよう設計されていた。独自技術と呼べる部分はファームウェアだけである。後継のZX81ではセミカスタムチップを使っているが、それは単に従来の回路を1つのチップにまとめただけで、ハードウェアとシステムプログラムはほとんど変わらない。違いはBASICのバージョンと、低速モードを実現するためのNMIジェネレータだけである。どちらのマシンも既存の汎用ロジックICやFPGAを使って再現でき、誰でも販売することができる。

## 派生品
ZX80/ZX81 にはアメリカ版として Micro Ace および Timex Sinclair 1000（TS1000）があった。Herr Liebert の ZX80/ZX81 ユーザーグループのウェブサイトには派生機種の一覧がある（ドイツ語版と英語版）。